# مارسيلو أوربانو
مارسيلو أوربانو (بالإسبانية: Marcelo Urbano)‏ هو لاعب اتحاد الرغبي أرجنتيني، ولد في 2 أكتوبر 1965.

## وصلات خارجية
- مارسيلو أوربانو عل موقع إسبنسكروم (الإنجليزية)